# Ермаков, Николай Александрович
Николай Александрович Ермаков (8 июля 1939 года - 7 ноября 2023 года) — советский государственный деятель.

## Биография
В 1969 году окончил Московский государственный педагогический институт иностранных языков. Кандидат юридических наук. Генерал-лейтенант, действительный государственный советник таможенной службы (13 сентября 1991).
- 1954—1958 — учащийся Таганрогского машиностроительного техникума.
- 1958 — слесарь-монтажник Ростовского монтажного управления «Промстройэнергомонтаж».
- 1958—1960 — служба в Советской Армии.
- 1960—1962 — слушатель курсов переводчиков Высшей школы КГБ.
- 1962—1979 — служба в КГБ СССР, в том числе заграницей.
- 1979—1983 — помощник заместителя председателя КГБ СССР.
- 1983—1986 — начальник отдела борьбы с незаконным оборотом наркотиков управления по борьбе с организованной преступностью и контрабандой КГБ СССР.
- 1986—1991 — заместитель начальника Главного управления КГБ СССР.
- 1991 — председатель Таможенного комитета при Кабинете Министров СССР.
- 1992—[[1993 — председатель Комитета по защите экономических интересов РФ при Президенте РФ.
- 1998—1999 — председатель Государственного комитета РФ по рыболовству.
- Скончался 7 ноября 2023 года[1].